# Kiirunavaara
Kiirunavaara eller Kirunavaara (nordsamiska Gironvárri, meänkieli Kierunavaara) är ett fjäll som ligger i Kiruna kommun och innehöll en av världens största kända sammanhängande kroppar av järnmalm. Berget är beläget väster om tätorten Kiruna och syns tydligt nästan var man än befinner sig i staden. Luossavaara-Kiirunavaara Aktiebolag (LKAB) har brutit malmen där sedan början av 1900-talet och idag är gruvan världens största och mest moderna underjordsgruva för järnmalm, Kirunagruvan.

## Historia
Ett av de äldsta kända namnen på berget och platsen är Kerona berg från slutet av 1600-talet. Det nordsamiska namnet Gironvárri, som betyder ’fjällripeberget’, har på finska blivit Kiirunavaara . Sydväst om Kiirunavaara ligger lågfjället Pahtohavare och det ligger även ett myrområde väster om slamdammarna känt som Kiirunavuoma.

## Bilder

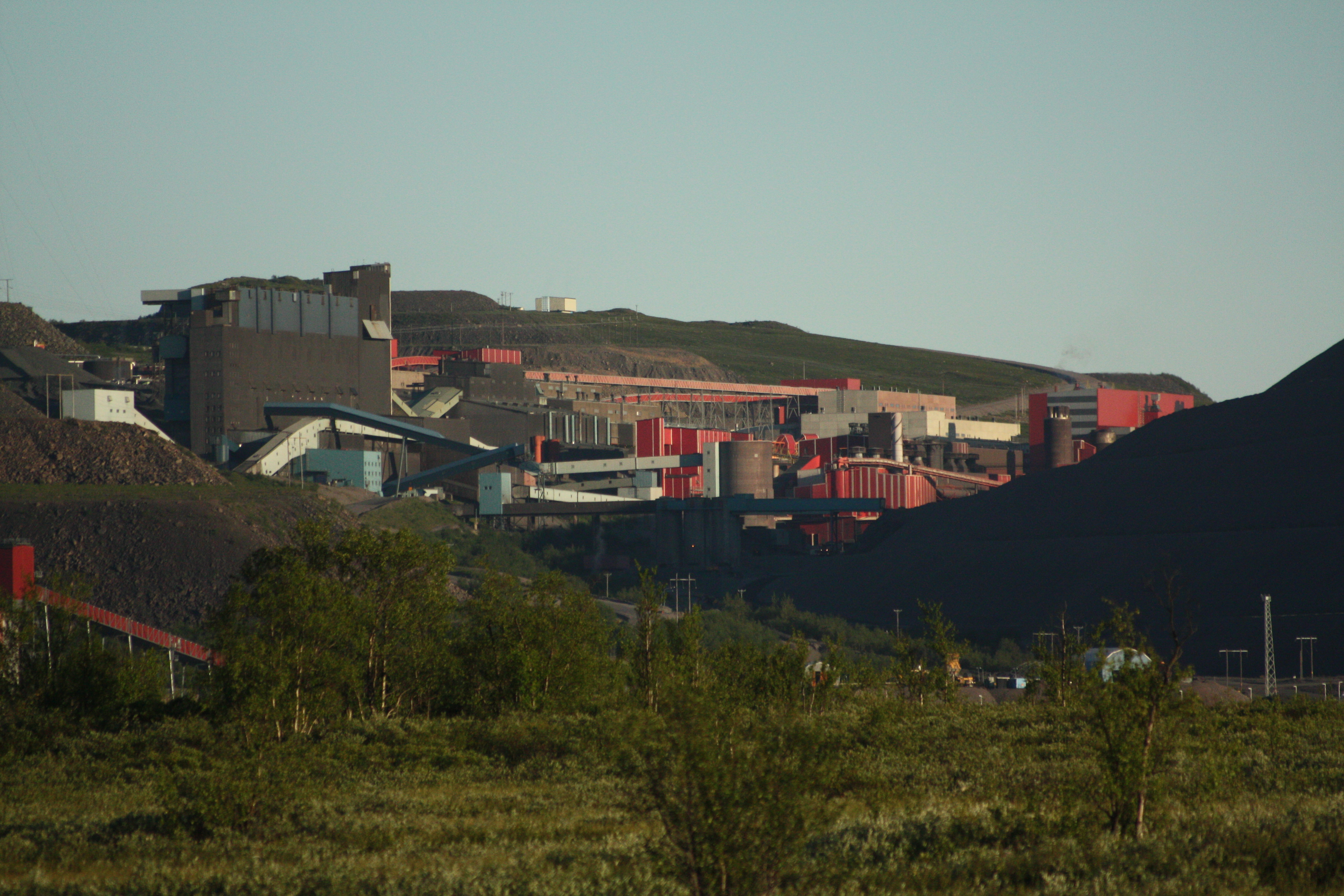
Kulsinter- och anrikningsverk på västsidan av Kiirunavaara.
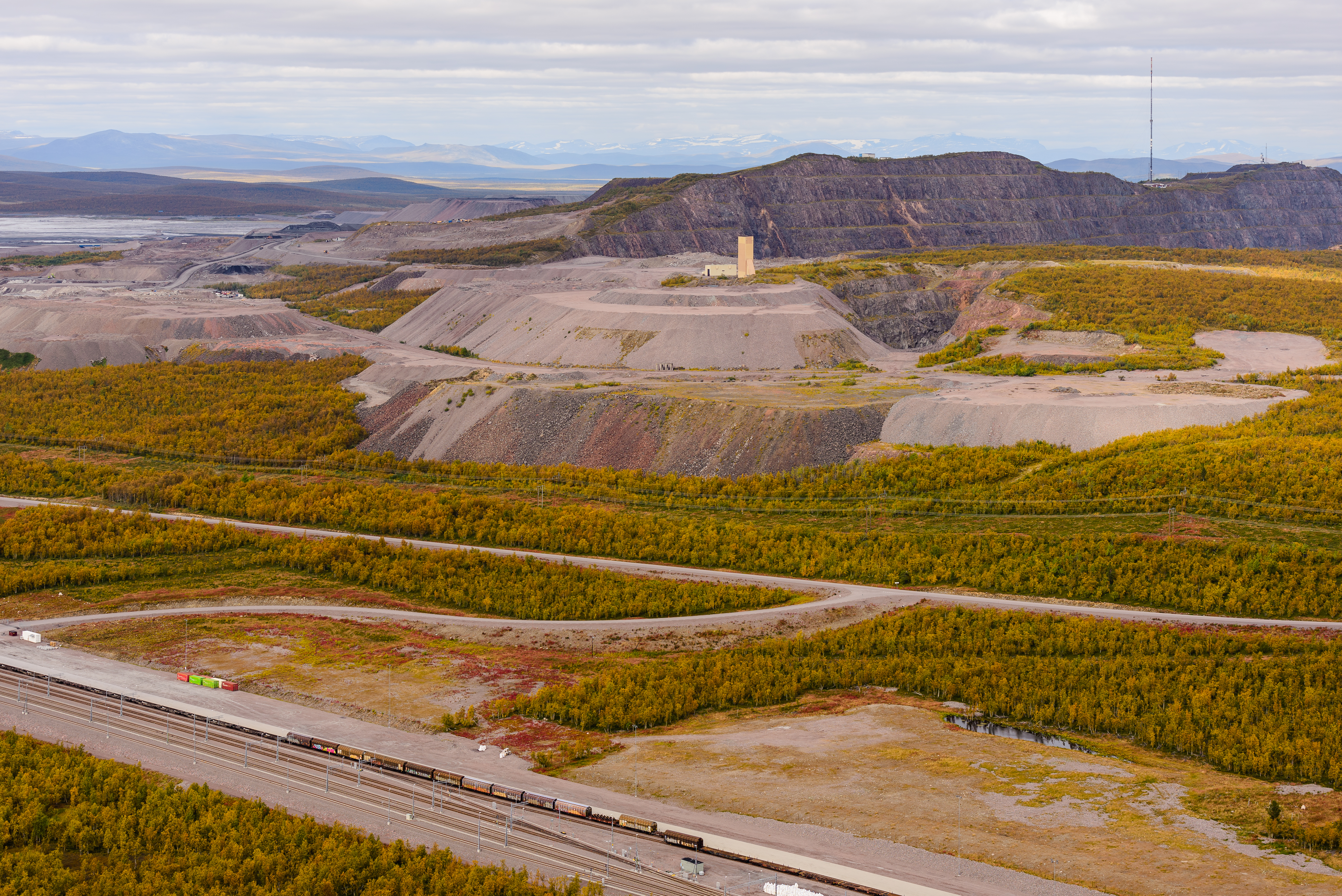
Kiirunavaara sett från öster.
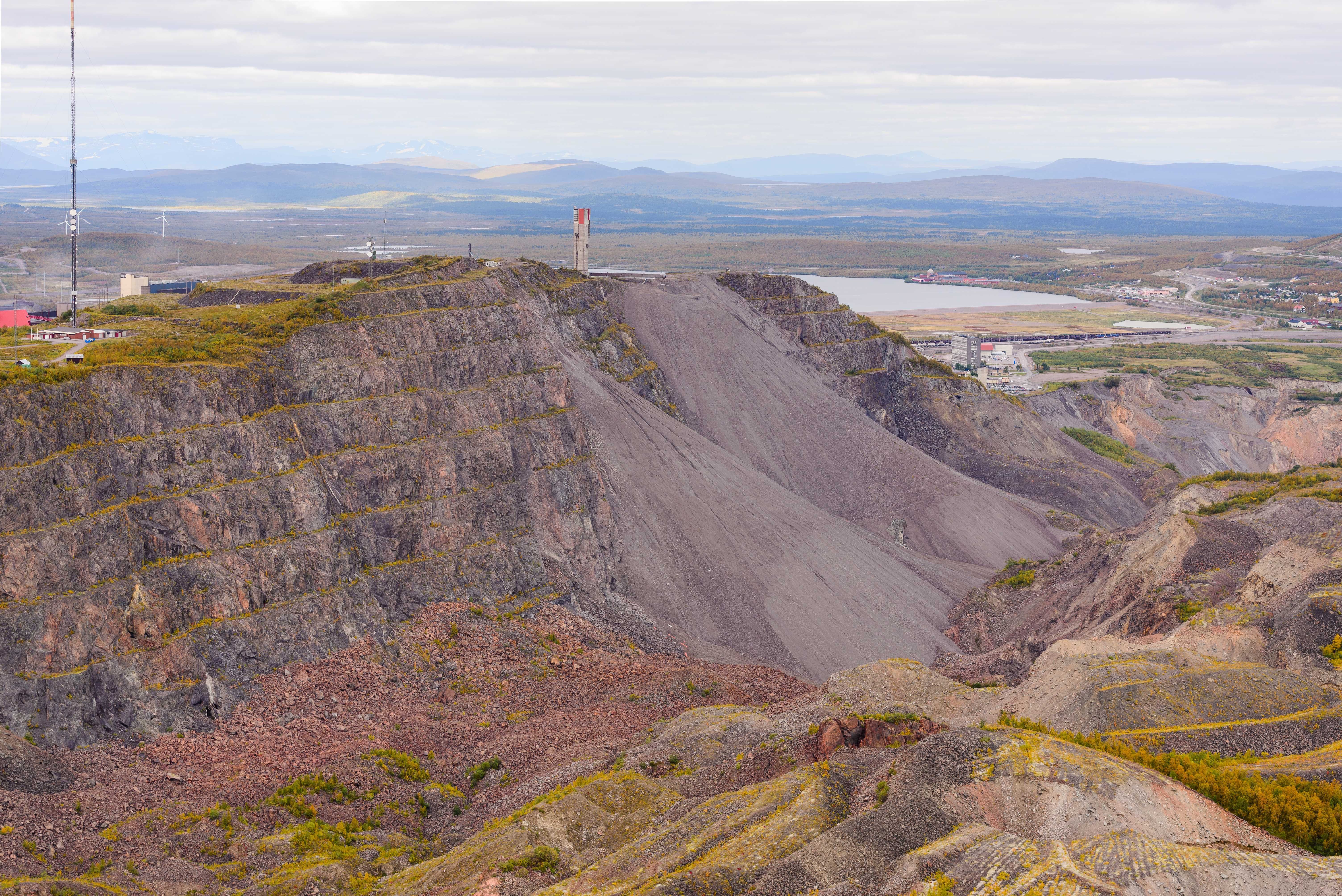
Dagbrottet.